# Відважні супротивники (фільм)
«Відважні супротивники» (англ. «Ride, Vaquero!») — американський вестерн 1953 року режисера Джорджа Ферроу. У головних ролях — Роберт Тейлор, Ава Гарднер та Говард Кіл.

## Сюжет
Після закінчення громадянської війни мексиканський злодій Хосе Ескуада попереджає селян, що вони можуть втратити свою землю. Лише одна людина може протистояти грабіжникам — король переселенців Камерон. У нього власні рахунки з Ескуадою. Він більше не дозволить комусь втручатися у свої справи. Як не дивно, названий брат Хосе, Ріо, також вважає, що цю землю варто залишити її теперішнім власникам. Як же вчинить Ескуада із таким опором?

## У ролях
- Роберт Тейлор — Ріо
- Ава Гарднер —  Корделія Камерон
- Говард Кіл — король Камерон
- Ентоні Квінн — Хосе Ескуада
- Курт Казнар — отче Антоніо
- Тед де Корсія — шеріф Паркер
- Чарліта — співачка
- Волтер Болдвін — Адам Сміт
- Френ МакГрат — Пете
- Чарльз Стівенс — Вакеро